# EPSXe
ePSXe是一款為裝載了Microsoft Windows、Linux和macOS的基於 X86 架構 PC 硬件所設計的PlayStation游戏机模拟器，也支持運行Android操作系統的設備。ePSXe 是閉源的，但它提供的插件API接口是开源的。
有半年時間，ePSXe 是在私密狀態下開發的；而當2000年10月14日公開發佈時，它憑藉相比同期其它PlayStation模擬器更高的兼容性和性能，為PSX模擬領域帶來了一場技术革命。
Retro Gamer称ePSXe是最为出色的免费PS1模拟器。

## 配置要求

### 电脑版本[4]
- CPU: 奔腾@200 MHz, 推荐奔腾3@1 GHz
- 内存: 256 MB RAM, 推荐 512 MB RAM
- 显卡: 显卡支持OpenGL、DirectX或Glide API
- 操作系统: Windows、Linux或macOS
- 光驱: 16x或更快 (可选)

### 安卓版本[5]
- 处理器: ARM 构架或x86构架 (Intel Atom)
- 系统版本: Android 2.2或以上

## 特色功能
- 支持3D加速卡
- 支持实时存取进度
- 高品质的图像和声音
- 对大多数游戏完美兼容
- 支持联机对战(无线局域网)